# Helena Mattsson
Pour les articles homonymes, voir Mattsson.
 (juillet 2012).
Si vous disposez d'ouvrages ou d'articles de référence ou si vous connaissez des sites web de qualité traitant du thème abordé ici, merci de compléter l'article en donnant les références utiles à sa vérifiabilité et en les liant à la section « Notes et références ».

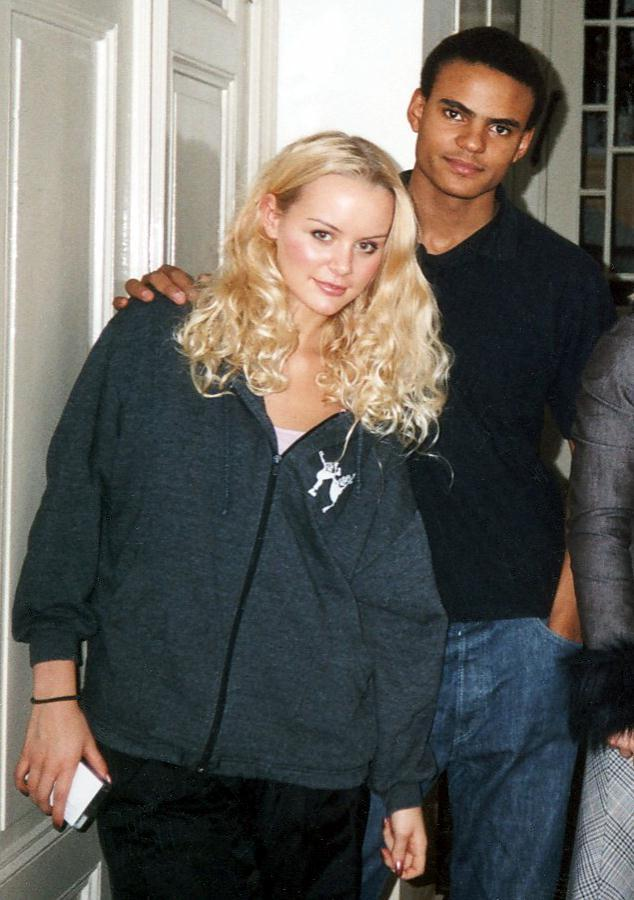
Avec Mohombi Moupondo après une répétition dans le même ensemble de Wild Side Story en 2002.

Helena Mattsson est une actrice suédoise née le 30 mars 1984 à Stockholm (Suède).

## Biographie
Helena Mattsson est née et a grandi à Stockholm, en Suède. Helena a été repérée par la plus grande agence de mannequinat en Suède alors qu'elle était très jeune. Elle a commencé sa carrière dans le cabaret notamment au Wild Side Story. Très tôt, elle déménage à Londres pour suivre des cours de théâtre.  
À 19 ans, elle déménage à Hollywood où elle habite actuellement. Elle est la sœur de l'actrice Sofia Mattsson qui d'ailleurs a joué sa sœur dans le téléfilm La femme secrète de mon mari en 2018. Helena mesure 1,73 m.

## Filmographie

### Cinéma
- 2007 : Americanizing Shelley : actrice #2
- 2007 : La Mutante 4 : Miranda
- 2009 : You and I : Kira
- 2009 : Nobody : Lelle
- 2009 : Clones : JJ la blonde
- 2010 : Iron Man 2 : Rebecca
- 2010 : Les Moomins et la Chasse à la comète : Snork Maiden (voix)
- 2011 : Melvin Smarty : Sylvia
- 2012 : Des belles, des balles et des brutes (Guns, Girls and Gambling) : La blonde
- 2012 : 7 Psychopathes : Dame Blonde
- 2014 : Audrey : Tess
- 2016 : Persian Connection : Oksana
- 2016 : Code of Honor : Keri Green
- 2017 : Smartass : Henna
- 2020 : Her Deadly Reflections : Kelly Moore
- 2020 : Murder in the Vineyard : Emma Kirk
- 2020 : Iceland Is Best : Carla
- 2021 : Something About Her : Jackie

### Télévision

#### Séries télévisées
- 2005 : Sex, Love & Secrets (saison 1, épisode 3) : Alexis
- 2005 : Les Experts : Manhattan (saison 1, épisode 32 : Poupées cassées) : Lauren Redgrave
- 2006 : Kitchen Confidential (saison 1, épisode 11 : Le cuisinier, le boss et sa maitresse) : la femme blonde
- 2007 : Les Experts (saison 7, épisode 18 : Showgirls) : Rebecca 'Becca' Mayford
- 2007 : Cold Case : Affaires classées (saison 4, épisode 22 : Trafic humain) : Kateryna Yechenko
- 2007 : Les Experts : Miami (saison 6, épisode 7 : Défilé électrique) : Juliana Ravez
- 2008 : Mon oncle Charlie (saison 6, épisode 3 : Enfoirés d'œufs Benedict) : Ingrid
- 2009 : Leçons sur le mariage (saison 3, épisode 5 : Lyin' King) : Martina
- 2009 : Legend of the Seeker : L'Épée de vérité (saison 2, épisode 5 : Cure De Jouvence) : Salindra
- 2010 : Desperate Housewives (saison 6, épisodes 17, 18 & 19) : Irina Kosokova
- 2010 : NCIS : Los Angeles (saison 1, épisode 17 : À toute vitesse / Pied au plancher) : Johanna
- 2010 : The Defenders (saison 1, épisode 1) : Tawney
- 2010 : Mentalist (saison 3, épisode 7 : Aventure sans lendemain) : Elsa Struven
- 2011 : Breakout Kings (saison 1, épisode 4 : L'Innocence) : Heather Storrow
- 2011 : Detroit 1-8-7 (saison 2, épisode 12 : Les clés de la ville) : Anna Gabov
- 2011-2012 : Nikita (saison 2, épisodes 5, 8 & 17) : Cassandra Ovechkin
- 2012 : 666 Park Avenue (13 épisodes) : Alexis Blume
- 2012 : Workaholics (saison 3, épisode 5) : Eve
- 2013 : Betrayal (7 épisodes) : Brandy Korskaya
- 2014 : Fargo (saison 1, épisodes 8 & 9) : Jemma Stalone
- 2014 : Mistresses (saison 2, épisodes 8, 11, 12, 13) : Greta Jager
- 2015 : American Horror Story : Hotel (saison 5, épisodes 1, 2, 6 & 12) : Agnetha
- 2017 : Adventure Time avec Finn et Jake (mini-série) : Alva (voix)
- 2017 : Jeff & Some Aliens : Ingrid / Officier / Docteur (voix)
- 2021 : Magnum P.I. (saison 3, épisode 14) : Megan McGrady
- 2021 : Paper Empire : Anderson
- 2021-... : The Rookie : Le Flic de Los Angeles: Ashley McGrady
- 2024 : Twilight of the Gods : Angrboda (voix - saison 1, épisode 5)

#### Téléfilms
- 2004 : Sweden, Ohio de James Widdoes : Lena
- 2006 : American Men de Rob Schiller : Anya
- 2007 : Rx de Frank Pinnock : Jennifer
- 2010 : Untitled Burr and Hart Project de Reginald Hudlin : Madigan
- 2015 : Gagne, perds, aime (Win, Lose or Love) de Steven R. Monroe : Clara Goodwin
- 2015 : Paradise Pictures : Isabelle Yates
- 2018 : La femme secrète de mon mari (My Husband's Secret Wife) de Tamar Halpern : Avery Stinson[3]
- 2018 : Meurtres sous surveillance (Neighborhood Watch) de Jake Helgren : Kat Riley
- 2018 : My Dinner with Hervé de Sacha Gervasi : Britt Ekland
- 2018 : Baby-blues mortel (The Perfect One) de Nick Everhart : Grace
- 2019 : Swipe Right, Run Left de Tara Cowell-Plain : Danielle Turner